# Indice de surface foliaire
L’indice foliaire, ou indice de surface foliaire (LAI, en anglais Leaf Area Index), est une grandeur sans dimension qui exprime la surface foliaire d’un arbre, d’un peuplement, d’un écosystème ou d’un biome par unité de surface de sol. Il est déterminé par l'estimation de la surface supérieure de l'intégralité des feuilles d'une plante ou d'un peuplement végétal divisée par la surface de sol que couvre cette plante ou ce peuplement. Dans les forêts européennes, cet indice peut varier de 2 dans les pinèdes à plus de 10 dans des plantations de résineux denses. 
En ville on parle parfois d'indice de canopée qui est l'un des indices possibles de couvert ligneux urbain (« correspondant au % de la projection au sol des couronnes des arbres ou groupes d’arbres de plus de 3 m de hauteur sur la zone considérée ».

## Indices urbains de canopé
Diverses villes nord-américaines l'ont calculé : 24 % à New York, 29 % à Boston ; et il était de 20 % en 2011 à Montréal. En France, la métropole du Grand Lyon l'a évalué à 27 % en 2024 (avec un objectif de 30 % d’ici 2030, grâce à environ 300 000 arbres de plus).
Dans l’action 23 (« Renforcer la place des arbres ») de son plan biodiversité 2018-2024, la ville de Paris rappelle l’objectif des 20 000 arbres supplémentaires en 2020 par rapport à 2014.  

## Tendances et évolutions récentes
Zhu et al. ont montré en 2016 que l'indice de surface foliaire (intégré à la saison de croissance) a augmenté sur 25 à 50 % de la surface végétale mondiale au cours de la période 1982 à 2009. Dans le même temps, il n'a diminué que sur 4 % des terres émergées.
Cette croissance récemment accélérée des végétaux est due à une « fertilisation » de la biosphère par le dioxyde de carbone (expliquant 70 % de cette tendance), et secondairement aux dépôts accrus d'azote eutrophisant (9 %), au changement climatique (8 %) et au changement d'occupation du sol (4 %).